# Ранні справи Пуаро
«Ранні справи Пуаро» (англ. Poirot's Early Cases) — збірка детективних розповідей англійської письменниці Агати Крісті, опублікована видавництвом Collins Crime Club у 1974 році. Окремі розповіді зі збірки були опубліковані в період з 1923 по 1935 роки в періодичних виданнях. До збірки увійшли розповіді, які описують ранні розслідування Еркюля Пуаро, проведені їм до того, як він став відомим приватним детективом.

## Розповіді
1. Справа на балу Перемоги (англ. The Affair at the Victory Ball)
2. Зникнення клепемської куховарки (англ. The Adventure of the Clapham Cook)
3. Корнуолльська таємниця (англ. The Cornish Mystery)
4. Пригода Джонні Вейверлі (англ. The Adventure of Johnnie Waverly)
5. Подвійний доказ (англ. The Double Clue)
6. Король треф (англ. The King of Clubs)
7. Спадщина Лемезюр'є (англ. The LeMesurier Inheritance)
8. Загублена копальня (англ. The Lost Mine)
9. Плімутський експрес (англ. The Plymouth Express)
10. Коробка цукерок (англ. The Chocolate Box)
11. Креслення субмарини (англ. The Submarine Plans)
12. Квартира на третьому поверсі (англ. The Third Floor Flat)
13. Подвійний гріх (англ. Double Sin)
14. Таємниця Маркет-Бейзинга (англ. The Market Basing Mystery)
15. Осине гніздо (англ. Wasp's Nest)
16. Дама під вуаллю (англ. The Veiled Lady)
17. Морське розслідування (або «Випадок у морі», англ. Problem at Sea)
18. Як все чудесно у вашому садочку… (англ. How Does Your Garden Grow?)